# Campionato oceaniano femminile under 20 di calcio 2012
Il Campionato oceaniano femminile under 20 di calcio 2012, 5ª edizione della competizione organizzata dalla OFC e riservata a giocatrici Under-20, si è giocato in Nuova Zelanda tra il 10 e il 14 aprile 2012.

La Nuova Zelanda ha vinto il titolo per la terza volta consecutiva e si è qualificata, per il Campionato mondiale femminile under 20 di calcio 2012.
Il Torneo è stato disputato a giorni alternati con il Campionato oceaniano femminile under 17 di calcio 2012.

## Squadre partecipanti
- Nuova Zelanda (paese organizzatore)
- Papua Nuova Guinea
- Samoa
- Nuova Caledonia

## Partite
| Arbitro: | Finau Vulivuli |

|                                       |           |          |
| Maguire 12’, 42’, 72’ Heutro 68’, 82’ | Marcatori | 38’ Malo |

| Arbitro: | Averii Jacques |

|                                                           |           |  |
| Loye 11’ Millynn 19’ White 23’, 49’ Carter 79’ Rood 90+3’ | Marcatori |  |

| Arbitro: | Averii Jacques |

|            |           |                                                                              |
| Heutro 28’ | Marcatori | 11’, 54’ Rood 12’, 65’ Wilkinson 25’, 39’ White 38’, 42’ Loye 68’, 81’ Brown |

| Arbitro: | Anna-Marie Keighley |

|           |           |              |
| Birum 68’ | Marcatori | 67’ Mulipola |

| Arbitro: | Anna-Marie Keighley |

|                                      |           |                       |
| Birum 9’, 37’ Kose 54’ Gunemba 90+3’ | Marcatori | 10’ Cagous 21’ Heutro |

| Arbitro: | Averii Jacques |

| |           |  |
| Chance 5’, 20’, 82’ Skilton 12’, 16’ Berger 26’ White 31’, 49’, 75’ 79’ (rig.) Smallfield 71’ Wilkilson 90’ | Marcatori |  |

| Pos. | Squadra            | Pt | G | V | N | P | GF | GS | DR  |
| ---- | ------------------ | -- | - | - | - | - | -- | -- | --- |
| 1.   | Nuova Zelanda      | 9  | 3 | 3 | 0 | 0 | 28 | 1  | +27 |
| 2.   | Papua Nuova Guinea | 4  | 3 | 1 | 1 | 1 | 5  | 9  | -4  |
| 3.   | Nuova Caledonia    | 3  | 3 | 1 | 0 | 2 | 8  | 15 | -7  |
| 4.   | Samoa              | 1  | 3 | 0 | 1 | 2 | 2  | 18 | -16 |

## Classifica marcatori
| Gol |  |  | Giocatore        | Squadra            |
| --- |  |  | ---------------- | ------------------ |
| 8   |  |  | Rosie White      | Nuova Zelanda      |
| 4   |  |  | Marie Heutro     | Nuova Caledonia    |
| 3   |  |  | Sandra Birum     | Papua Nuova Guinea |
| 3   |  |  | Kim Maguire      | Nuova Caledonia    |
| 3   |  |  | Olivia Chance    | Nuova Zelanda      |
| 3   |  |  | Kate Loye        | Nuova Zelanda      |
| 3   |  |  | Katie Rood       | Nuova Zelanda      |
| 3   |  |  | Hannah Wilkinson | Nuova Zelanda      |

## Premi
Al termine del torneo sono stati assegnati questi premi:
| Kate Loye            |
| Miglior marcatore    |
| Rosie White          |
| 8 goal               |
| Migliore portiere    |
| Erin Naylor          |
| Premio Fair Play OFC |
| Nuova Caledonia      |